# ادمون آبو
ادمون فرانسوا والنتین آبو (به فرانسوی: Edmond François Valentin About) رمان‌نویس، روزنامه‌نگار و ناشر قرن نوزدهم میلادی اهل فرانسه است.

## زندگی‌نامه
ادمون آبو در ۱۴ فوریه ۱۸۲۸ در دیوز (Dieuze) فرانسه به دنیا آمد. از آثار وی می‌توان توللا (۱۸۵۵)، زناشویی پاریسی (۱۸۵۶)، ژرمن (۱۸۵۷)، سی و چهل(۱۸۵۸) را نام برد.
رمان شهریار کوهسار نگاهی به اوضاع و احوال کشور یونان و فساد همه گیر در آن کشور، در مقطع قرن نوزدهم دارد.

آثار وی اصیل و آکنده از نکات ظریف نیشدار می‌باشد. گوستاو لانسون منتقد ادیبی فرانسوی دربارهٔ وی می‌نویسد:
نکته سنجی و شیوه بیان ولتریان را داشت. داستانسرایی لذت بخش و سخن گویی افسونگر بود. در افکارش چالاکی بیش از نیرو و عمق دیده می‌شود.